# Рашова (Стшелецький повіт)
Рашова (пол. Raszowa) — село в Польщі, у гміні Лесьниця Стшелецького повіту Опольського воєводства.
Населення — 1062 особи (2011).

## Демографія
Демографічна структура станом на 31 березня 2011 року:
|          | Загалом | Допрацездатний вік | Працездатний вік | Постпрацездатний вік |
| -------- | ------- | ------------------ | ---------------- | -------------------- |
| Чоловіки | 514     | 80                 | 371              | 63                   |
| Жінки    | 548     | 93                 | 353              | 102                  |
| Разом    | 1062    | 173                | 724              | 165                  |